# Phasmena nigrodorsalis
Phasmena nigrodorsalis är en insektsart som beskrevs av Sidorskii 1938. Phasmena nigrodorsalis ingår i släktet Phasmena och familjen sköldstritar. Inga underarter finns listade i Catalogue of Life.